# Nicholas Aylward Vigors
Nicholas Aylward Vigors (1785 – 26 października 1840) – irlandzki zoolog i polityk.
Vigors urodził się w niewielkim miasteczku Old Leighlin w hrabstwie Carlow. Studiował na Trinity College w Oksfordzie. W latach 1808–1811 służył w armii podczas wojen napoleońskich w Hiszpanii i Portugalii. Następnie powrócił do Oksfordu, by zakończyć studia, ze stopniem bakalaureata (1817) i tytułem Master of Arts (1818). Praktykował jako adwokat i w 1832 roku uzyskał tytuł Doctor of Civil Law.
Vigors był współzałożycielem Zoological Society of London w 1826 i jego pierwszym sekretarzem do 1833. W tym roku założył (wtedy pod inną nazwą) Royal Entomological Society of London. Był członkiem Towarzystwa Linneuszowskiego w Londynie oraz Royal Society. Był autorem 40 publikacji, głównie ornitologicznych. Miał również wkład w książkę A Century of Birds from the Himalaya Mountains (1830–32) Johna Goulda.
Vigors odziedziczył posiadłość swojego ojca w 1828 r. Był posłem do parlamentu z hrabstwa Carlow od 1832 do 1835. Przez krótki okres reprezentował okręg wyborczy hrabstwa Carlow w 1835 r. Vigors został wybrany w wyborach uzupełniających w czerwcu po tym, jak konserwatywni posłowie powrócili w powszechnych wyborach do parlamentu Zjednoczonego Królestwa po utracie mandatu w drodze petycji i wydaniu nowego rozporządzenia. 29 maja 1835 Vigors i jego współkandydat, Thomas Kavanagh, z dwuosobowego okręgu wyborczego hrabstwa w wyniku petycji stracili mandaty poselskie. Z powodu śmierci współkandydata Vigors wygrał kolejne wybory uzupełniające w 1837, zachowując to stanowisko do śmierci w 1840 roku.
Opisał wiele rodzin ptaków, np.: rybitwy, lelkowate, kolibry, tukany, krukowate, cudowronki, dudkowce oraz wiele gatunków, jak np.: ibisodzioba, berniklę hawajską, dropia indyjskiego, dzioboroga kafryjskiego, czy czaplę czarnogłową.
Był członkiem Royal Irish Academy.